# Stipa lagascae
Stipa lagascae är en gräsart som beskrevs av Johann Jakob Roemer och Schult.. Stipa lagascae ingår i släktet fjädergrässläktet, och familjen gräs. Inga underarter finns listade i Catalogue of Life.